# Cupedidae
Famille
Les Cupedidae sont une famille de Coléoptères du sous-ordre des Archostemata. La famille regroupe surtout des taxons fossiles. Les plus anciens retrouvés datent d'il y a 242 millions d'années.

## Systématique
Le nom valide de ce taxon est Cupedidae, créé en 1836 par le naturaliste français Francis de Laporte de Castelnau, à partir du genre type Cupes.
Cupedidae a pour synonymes :
- Cupesidae
- Cupidae

## Liste des genres
Selon BioLib (8 mai 2022) :

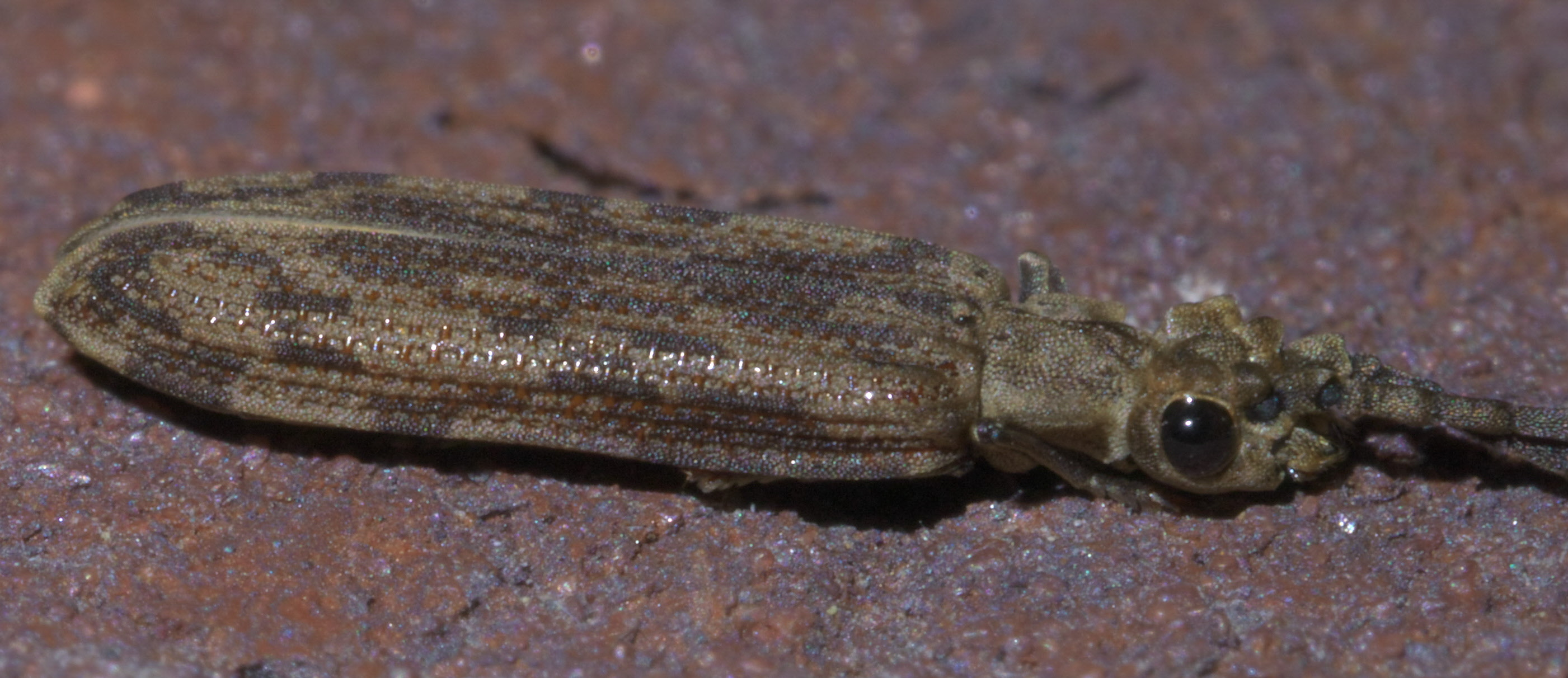
Tenomerga cinerea.

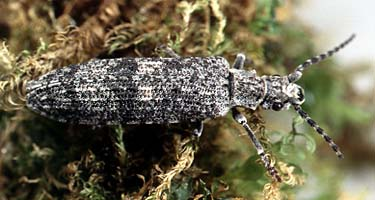
Priacma serrata.

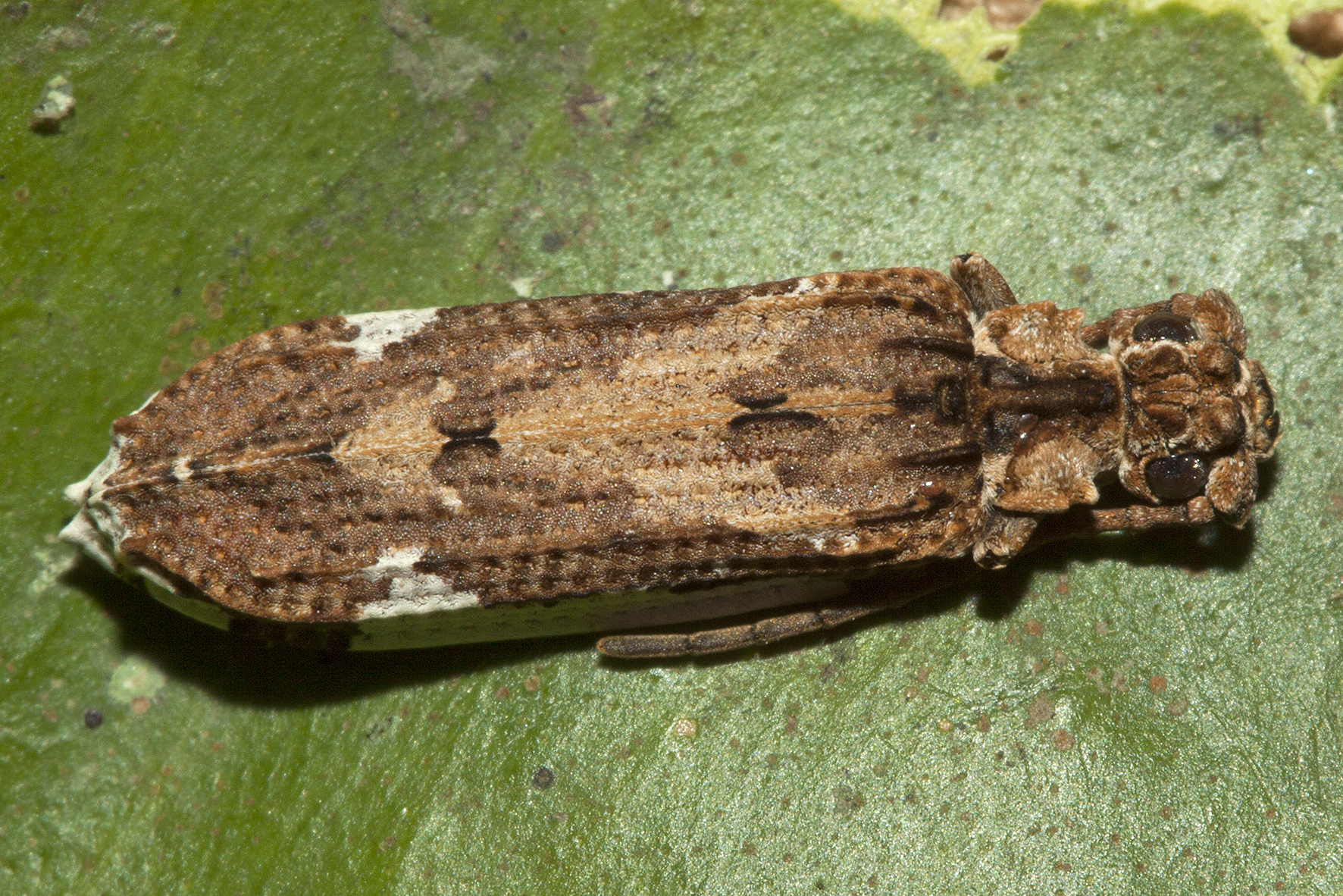
Rhipsideigma raffrayi.

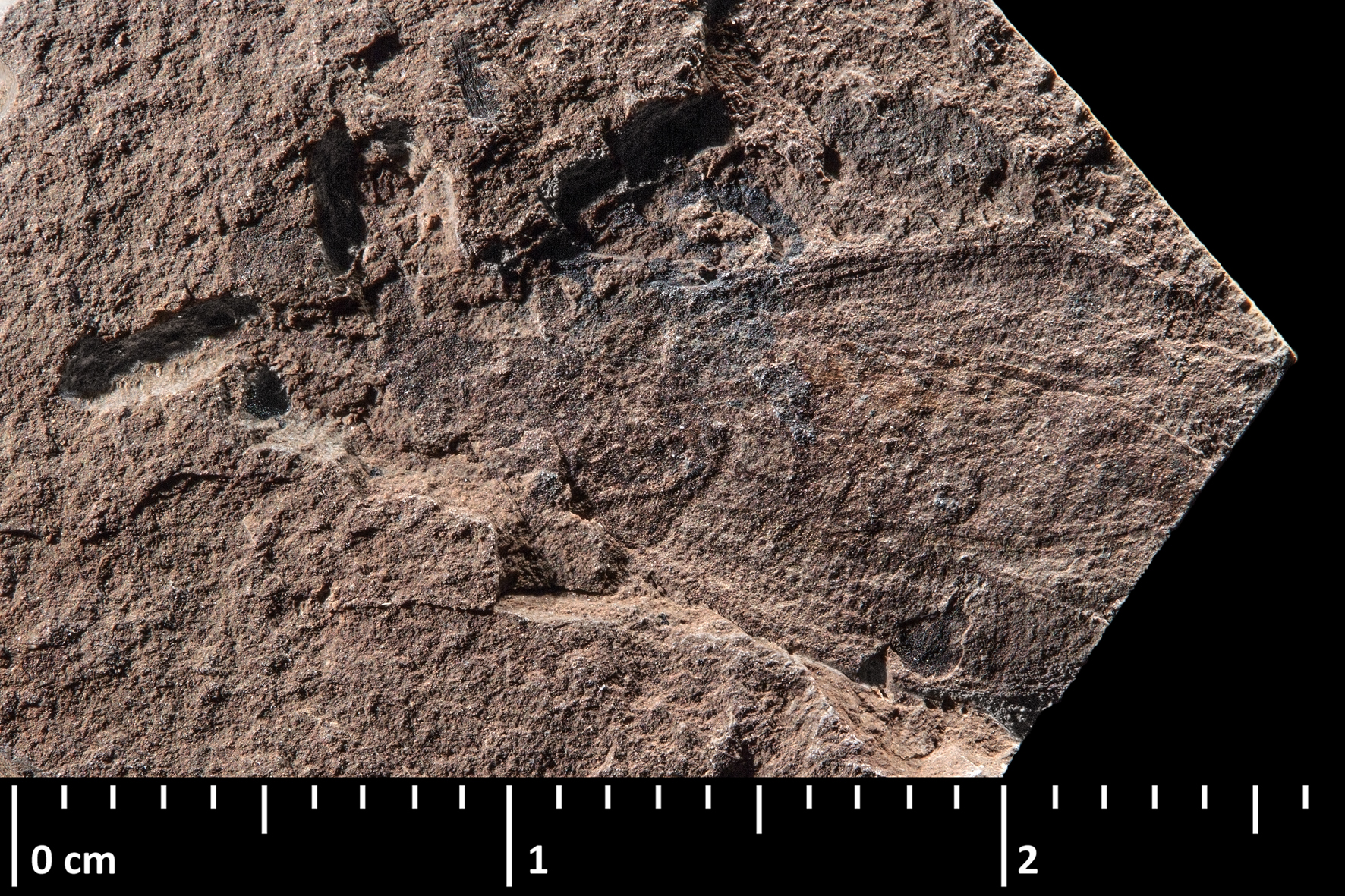
Holotype fossile de Mesocupes brevicornis.

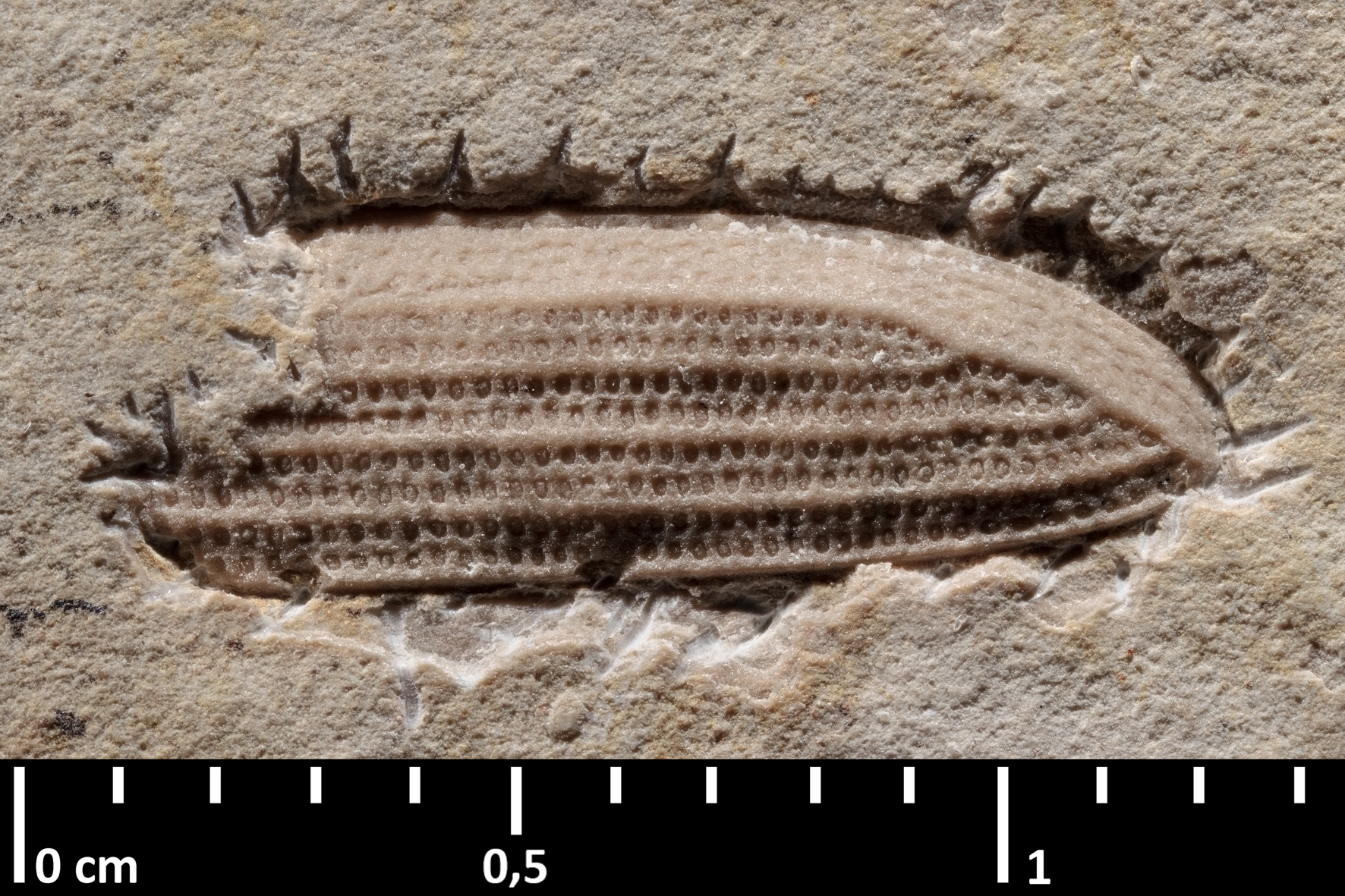
Holotype fossile de Cainocups aixensis.

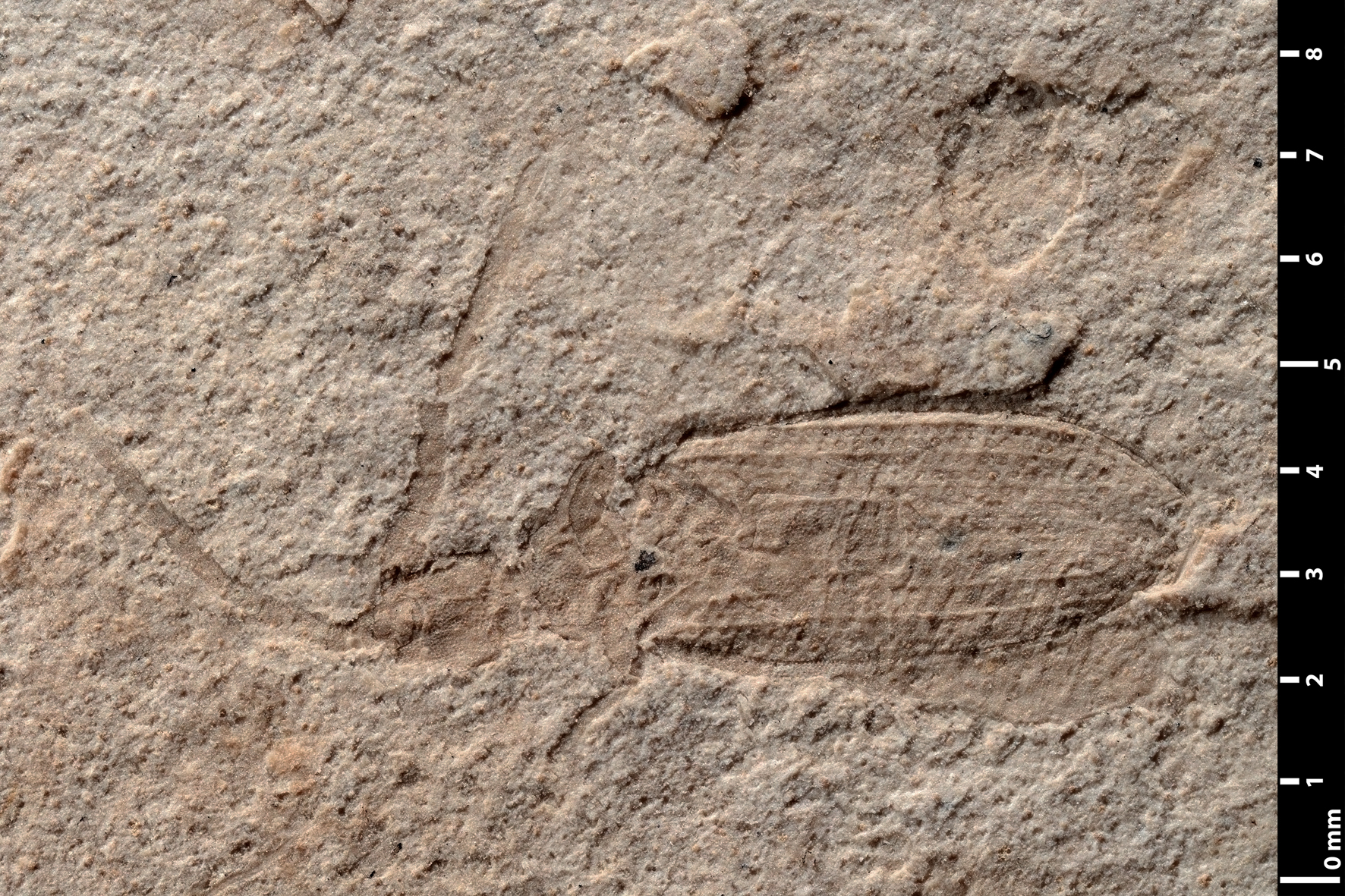
Holotype fossile de Cupes distinctissimus.

- sous-famille des Cupedinae Laporte de Castelnau, 1836
  - tribu des Cupedini Laporte de Castelnau, 1836
    - Cupes Fabricius, 1801
    - Distocupes Neboiss, 1984
    - Tenomerga Neboiss, 1984
    - Clathrocupes Hong, 1980 †
    - Helopides Roemer, 1876 †
    - Mesothoris Tillyard, 1916 †
    - Miocupes Ponomarenko, 1973 †
    - Nannocurculionites Handlirsch, 1906 †
    - Parabuprestites Handlirsch, 1906 †
    - Paracurculionites Handlirsch, 1906 †
    - Pseudosilphites Zeuner, 1930 †

  - tribu des Priacmini Crowson, 1962
    - Forcicupes Tan & Ren, 2006
    - Paracupes Kolbe, 1898
    - Priacma LeConte, 1874
    - Barbaticupes Jarzembowski, Wang & Zheng, 2017 †
    - Cupidium Ponomarenko, 1968 †
    - Furcicupes Tan & Ren, 2006 †
    - Latocupes Ren & Tan, 2006 †
    - Mallecupes Jarzembowski, Wang & Zheng, 2017 †
    - Priacmopsis Ponomarenko, 1969 †
    - Pulchicupes Ren, 1995 †

  - Adinolepis Neboiss, 1984
  - Ascioplaga Neboiss, 1984
  - Prolixocupes Neboiss, 1960
  - Rhipsideigma Neboiss, 1984
  - tribu des Mesocupedini Ponomarenko, 1969 †
    - Anaglyphites Ponomarenko, 1964 †
    - Chalepocarabus Handlirsch, 1906 †
    - Gracilicupes Tan, Ren & Shin, 2006 †
    - Mesocupes Martynov, 1926 †
    - Mesocupoides Ponomarenko, 1966 †
- sous-famille des Ommatinae Sharp & Muir, 1912
  - tribu des Brochocoleini Hong, 1982
    - Brochocoleus Hong, 1982 †
    - Tetraphalerites Crowson, 1962 †

  - tribu des Ommatini Sharp & Muir, 1912
    - Beutelius Escalona, Lawrence & Slipinski, 2020
    - Omma Newman, 1839
    - Cionocoleus Ren, 1995 †

  - tribu des Tetraphalerini Crowson, 1962
    - Tetraphalerus C. O. Waterhouse, 1901

  - tribu des Lithocupedini Ponomarenko, 1969 †
    - Lithocupes Ponomarenko, 1966 †

  - tribu des Notocupedini Ponomarenko, 1966 †
    - Blapsium Westwood, 1854 †
    - Eurydictyon Ponomarenko, 1969 †
    - Notocupes Ponomarenko, 1966 †
    - Notocupoides Ponomarenko, 1966 †
    - Rhabdocupes Ponomarenko, 1966 †
    - Zygadenia Handlirsch, 1906 †

  - Miniomma Li, Yamamoto, Huang & Cai, 2020 †
  - Rhopalomma Ashman, Oberprieler & Slipinski, 2015 † inc
- sous-famille des Triadocupedinae Ponomarenko, 1966 †
  -     - Asimma Ponomarenko, 1966 †
    - Cupesia Ponomarenko, 1966 †
    - Kirghizocupes Ponomarenko, 1966 †
    - Moltenocupes Zeuner, 1961 †
    - Platycupes Ponomarenko, 1966 †
    - Procupes Ponomarenko, 1966 †
    - Pterocupes Ponomarenko, 1966 †
    - Triadocupes Ponomarenko, 1966 †
- Argentinocupes Martins-Neto, Gallego & Mancusco, 2006 †
- Clinomerus Carpenter, 1985 †
- Cupedites Ponomarenko, 1985 †
- Doggeriopsis Handlirsch, 1906 †
- Ensicupes Hong, 1976 †
- Euteticoleus Hong, 1983 †
- Fuscicupes Hong & Wang, 1990 †
- Gansucupes Hong, 1982 †
- Hebeicoleus Hong, 1992 †
- Ironicus Handlirsch, 1906 †
- Katapontisus Handlirsch, 1906 †
- Kelidus Handlirsch, 1906 †
- Liassocupes Zeuner, 1962 †
- Mesotricupes Hong, 1982 †
- Paradoggeria Handlirsch, 1906 †
- Petalocupes Hong, 1982 †
- Stigmenamma Handlirsch, 1906 †
- Synodus Hong, 1982 †
- Tenthyridium Handlirsch, 1906 †
- Tetrocupes Hong, 1983 †
- Tripocoleus Hong, 1982 †
- Zigadenia Handlirsch, 1906 †

Selon GBIF (8 mai 2022) :
- Adinolepis Neboiss, 1984
- Anaglyphites Ponomarenko, 1964
- Anthocoleus Hong, 1983
- Apriacma Kirejtshuk et al., 2016
- Argentinocupes Martins-Neto & Gallego, 1999
- Ascioplaga Neboiss, 1984
- Asimma Ponomarenko, 1966
- Barbaticupes Jarzembowski, Wang & Zheng, 2017
- Blapsium Westwood, 1854
- Bothynophora Handlirsch, 1906
- Cainocups Kirejtshuk et al., 2016
- Chalepocarabus Handlirsch, 1906
- Clathrocupes Hong, 1980
- Clessidromma Jarzembowski, Wang & Zheng, 2017
- Clinomerus Carpenter, 1985
- Cretomerga Kirejtshuk et al., 2016
- Cupedites Ponomarenko, 1985
- Cupes Fabricius, 1801
- Cupesia Ponomarenko, 1966
- Cupidium Ponomarenko, 1968
- Cupopsis Kirejtshuk et al., 2016
- Distocupes Neboiss, 1984
- Doggeriopsis Handlirsch, 1906
- Ensicupes Hong, 1976
- Euteticoleus Hong, 1983
- Furcicupes Tan & Ren, 2006
- Gansucupes Hong, 1982
- Gracilicupes Tan, Ren & Shih, 2006
- Hebeicoleus Hong, 1992
- Helopides Roemer, 1876
- Ironicus Handlirsch, 1906
- Kakoselia Handlirsch, 1906
- Katapontisus Handlirsch, 1906
- Kelidus Handlirsch, 1906
- Kirejtomma Li & Cai, 2021
- Kirghizocupes Ponomarenko, 1966
- Latocupes Ren & Tan, 2006
- Liassocupes Zeuner, 1962
- Mallecupes Jarzembowski, Wang & Zheng, 2017
- Menatops Kirejtshuk et al., 2016
- Mesocupes Martynov, 1926
- Mesocupoides Ponomarenko, 1969
- Mesothoris Tillyard, 1916
- Mesotricupes Hong, 1982
- Miniomma Li et al., 2020
- Miocupes Ponomarenko, 1973
- Moltenocupes Zeuner, 1961
- Nannocurculionites Handlirsch, 1906
- Ovatocupes Tan & Ren, 2006
- Parabuprestites Handlirsch, 1906
- Paracupes Kolbe, 1898
- Paracurculionites Handlirsch, 1906
- Paradoggeria Handlirsch, 1906
- Paraodontomma Yamamoto, 2017
- Petalocupes Hong, 1982
- Platycupes Ponomarenko, 1966
- Priacma LeConte, 1874
- Priacmopsis Ponomarenko, 1966
- Procupes Ponomarenko, 1966
- Prolixocupes Neboiss, 1960
- Pterocupes Ponomarenko, 1966
- Pulchicupes Ren, 1995
- Sinocupes Linnaeus, 1976
- Stegocoleus Jarzembowski & Wang, 2016
- Stigmenamma Handlirsch, 1906
- Synodus Hong, 1982
- Taxopsis Kirejtshuk et al., 2016
- Tenomerga Neboiss, 1984
- Tenthyridium Handlirsch, 1906
- Tetrocupes Hong, 1983
- Triadocupes Ponomarenko, 1966
- Tripocoleus Hong, 1982
- Zigadenia Handlirsch, 1906